# Натриев хидрид
Натриевият хидрид е твърдо вещество с йоннокристален строеж и химична формула NaH. На цвят е бял до сив. Натриевият хидрид се получава при взаимодействие на натрий с водород:
{\displaystyle 2Na+H_{2}\rightarrow 2NaH}